# 聖薩爾瓦多 (恩特雷里奧斯省)

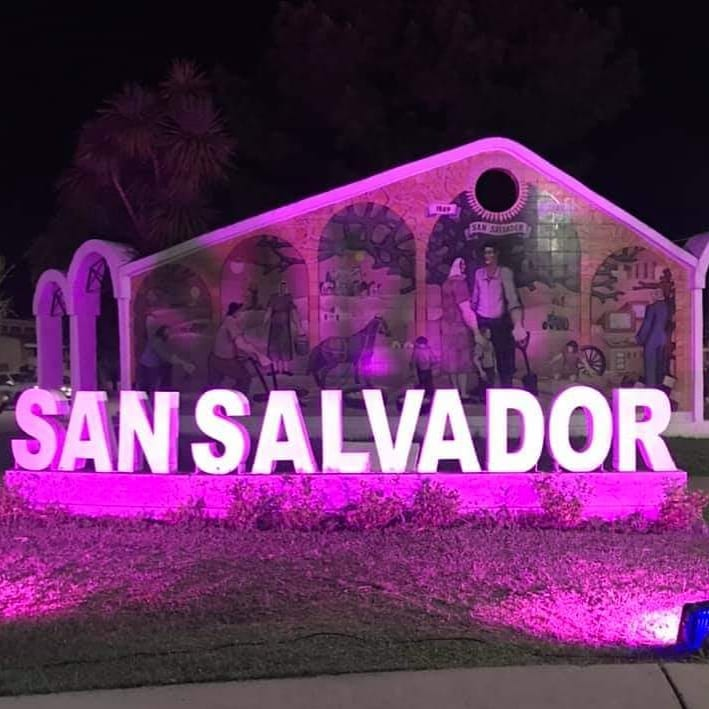
聖薩爾瓦多

31°37′S 58°30′W / 31.617°S 58.500°W
聖薩爾瓦多（西班牙語：San Salvador），是阿根廷的城市，位於該國東北部恩特雷里奧斯省，是聖薩爾瓦多縣的首府，始建於1889年12月25日，海拔高度23米，2010年人口13,228。